# Tapacul d'aiguamoll
El tapacul d'aiguamoll (Scytalopus iraiensis) és una espècie d'ocell de la família dels rinocríptids (Rhinocryptidae).

## Descripció
- Petit i rabassut moixó que fa uns 12,5 cm de llarg. Cua ampla. Potes marró vermellós i bec fosc.
- Ocell de colors negrosos bastant uniformes. Part inferior gris molt fosc.

## Hàbitat i distribució
Habita una petita zona amb herbassars alts i densos a planes al·luvials de rieres dels estats brasilers de Paranà i Rio Grande do Sul.